# Регата Генлі
Регата Хенлі (англ. Henley Regatta) — німий короткометражний фільм Бірта Акреса. Прем'єра відбулася 17 березня 1897 року. Не зберігся.
Вважається першим у світі широкоформатним кінофільмом, знятим на кіноплівку шириною 70-мм. Для демонстрації ролика використовувався спеціально спроєктований кінопроєктор Biograph конструкції Германа Каслера з розміром кадру 51×70 мм.

## Місце зйомки
Зйомки проводилися в Хенлі-на-Темзі.